# Lyciasalamandra antalyana
Espèce
Synonymes
- Mertensiella luschani antalyana Basoglu & Baran, 1976
- Lyciasalamandra antalyana gocmeni Akman & Godmann, 2014

Statut de conservation UICN

 EN B1ab(iii) : En danger
Lyciasalamandra antalyana est une espèce d'urodèles de la famille des Salamandridae. 

## Répartition
Cette espèce est endémique de la province d'Antalya en Turquie. Elle se rencontre entre 100 et 800 m d'altitude.

## Description
Cette espèce mesure jusqu'à 139 mm.

## Étymologie
Cette espèce est nommée en référence au lieu de sa découverte, la province d'Antalya.

## Publication originale
- Başoğlu & Baran, 1976 : The subspecific status of the population of Mertensiella luschani (Steindachner) in the Antalya region of southwestern Anatolia. Ege Üniversitesi Fen Fakültesi Ilmi Raporlar Serisi, Izmir, vol. 235, p. 3-5.